# Rada Miasta Katowice
Rada Miasta Katowice – stanowiący i kontrolny organ miasta Katowice, działający od 1866 roku. Liczy 28 radnych pochodzących z wyboru, funkcjonujący na podstawie przepisów o samorządzie gminnym oraz o samorządzie powiatowym.

## Organizacja

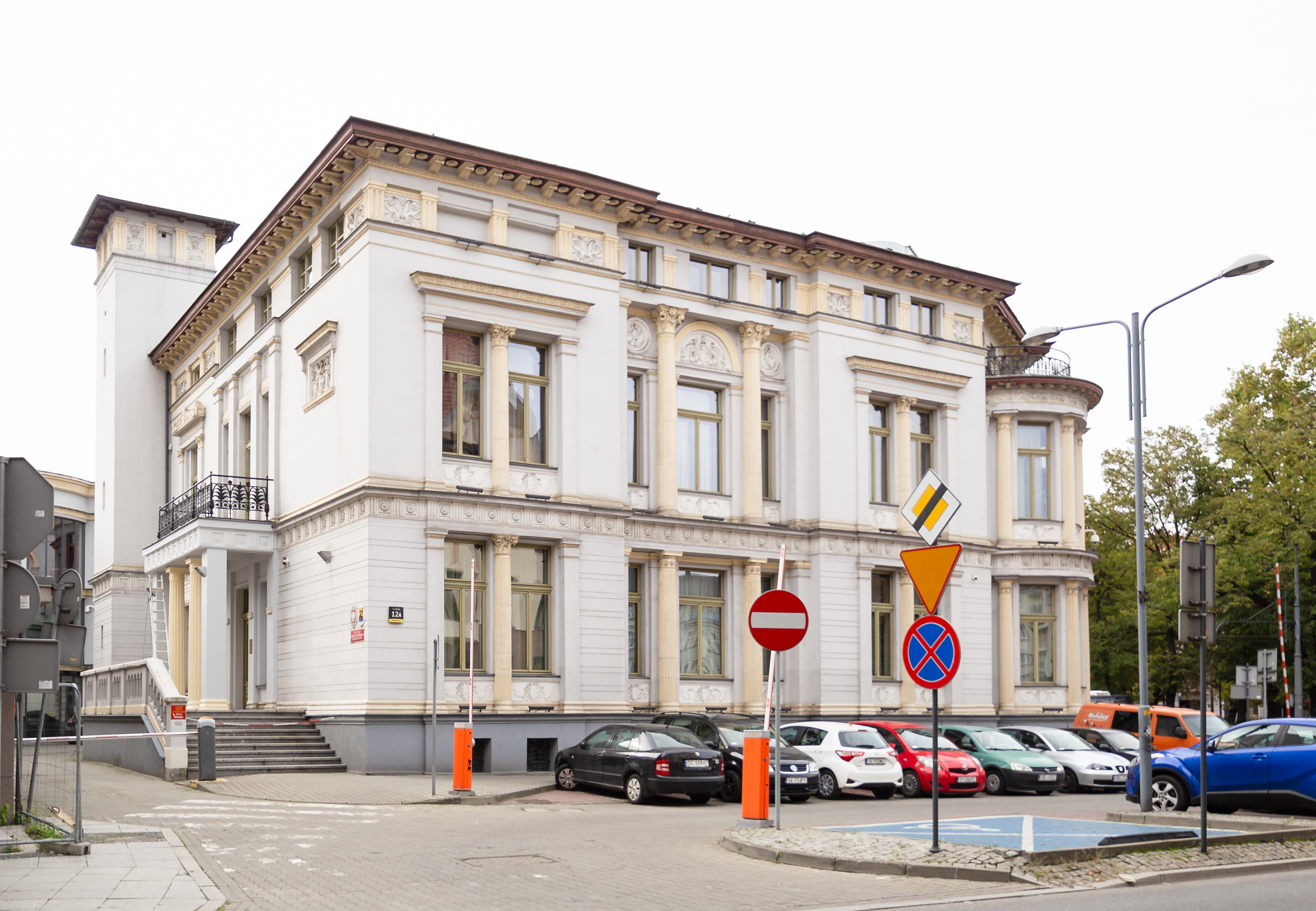
Pałac Goldsteinów – jedno z miejsc organizacji uroczystych sesji Rady Miasta Katowice (pl. Wolności 12a)

Rada Miasta Katowice jest stanowiącym i kontrolnym organem miasta Katowice, a zakres kompetencji odnośnie zadań własnych określają w szczególności ustawy o samorządzie gminnym i o samorządzie powiatowym. W skład Rady Miasta wchodzi 28 radnych, spośród których wybierany jest przewodniczący oraz trzech wiceprzewodniczących.
Rada Miasta rozstrzyga sprawy rozpatrywane na sesjach podejmując uchwały lub zajmuje stanowiska niewywołujące skutków prawnych jak apele, deklaracje, oświadczenia i opinie. Kontroluje ona działalność prezydenta miasta Katowice, miejskich jednostek organizacyjnych oraz jednostek pomocniczych powołując w tym celu Komisję Rewizyjną. Może także powołać komisje stałe oraz doraźne. W trakcie kadencji 2024–2029 funkcjonowały następujące komisje: Budżetu Miasta, Edukacji, Klimatu i Środowiska, Kultury, Organizacyjna, Polityki Społecznej, Rewizyjna, Rozwoju i Infrastruktury, Skarg, Wniosków i Petycji, Sportu, oraz Transportu. Organizację wewnętrzną oraz zasady i tryby pracy Rady Miasta Katowice i jej komisji określa regulamin Rady Miasta Katowice.
Biuro Rady Miasta znajduje się w siedzibie Urzędu Miasta Katowice przy ulicy Młyńskiej 4. Tam też odbywają się sesje Rady Miasta Katowice, natomiast uroczyste sesje organizowane są także poza nią, m.in. w sali kameralnej siedziby Narodowej Orkiestry Symfonicznej Polskiego Radia w Katowicach przy placu W. Kilara 1 czy w pałacu Goldsteinów przy placu Wolności 12a.

Przy Radzie Miasta Katowice funkcjonuje także Młodzieżowa Rada Miasta Katowice oraz Rada Seniorów Miasta Katowice, które mogą zgłaszać wnioski o podjęcie inicjatywy uchwałodawczej do uprawnionych podmiotów, przedkładając projekt uchwały wraz z uzasadnieniem. 
Rada Miasta Katowice może tworzyć z własnej inicjatywy lub z inicjatywy mieszkańców jednostki pomocnicze, a organizację i zakres ich działania Rada Miasta określa odrębnym statutem. Statuty posiadają wszystkie katowickie dzielnice, a te obowiązujące zostały uchwalone podczas jednej, 41. sesji VIII kadencji Rady Miasta Katowice w dniu 25 listopada 2021 roku.

## Historia

### Okres przedwojenny

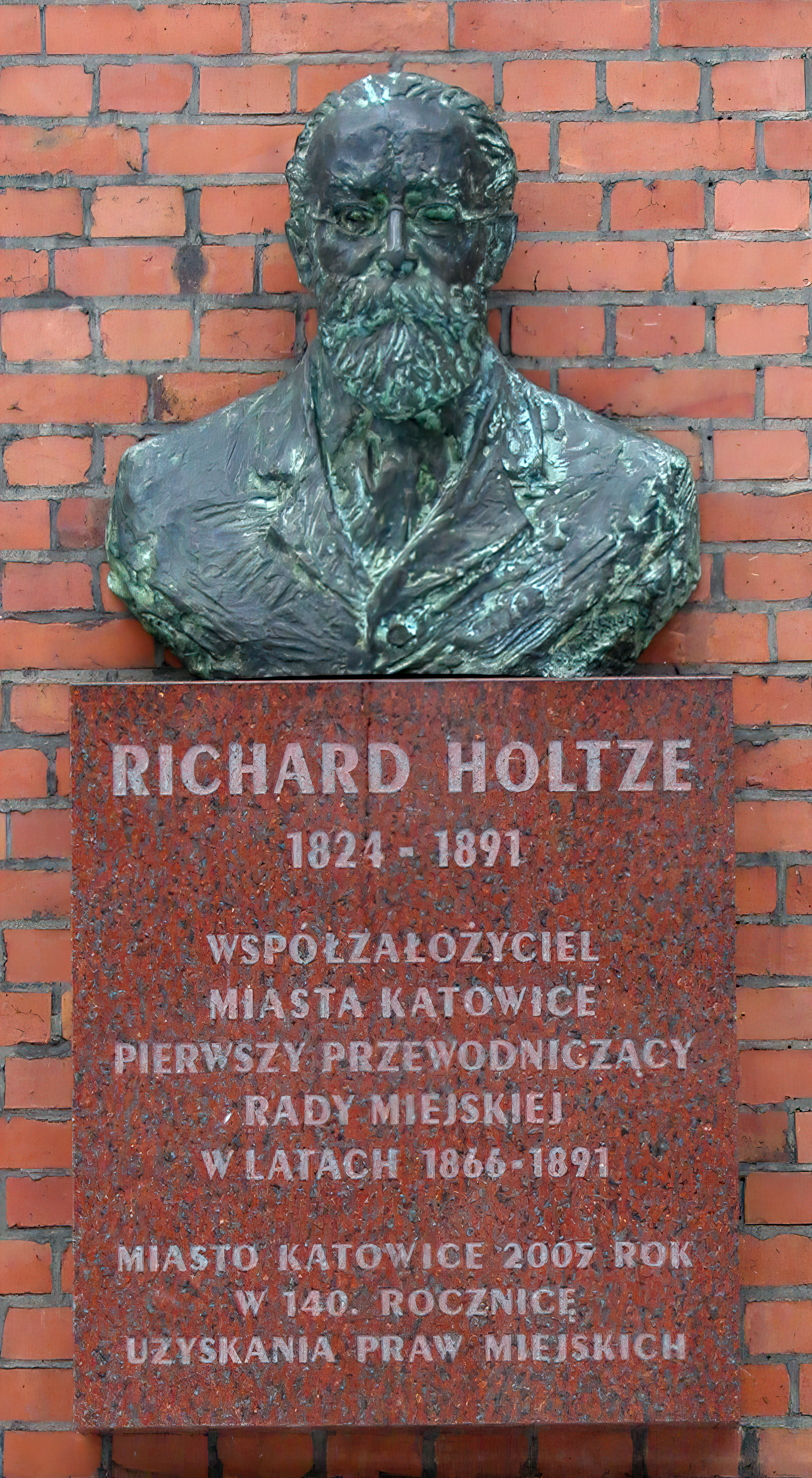
Popiersie z tablicą pamiątkową upamiętniające Richarda Holtzego – pierwszego przewodniczącego katowickiej Rady Miejskiej

11 września 1865 roku Katowice uzyskały prawa miejskie, a po wejściu w życie 11 stycznia 1866 roku jego postanowień przystąpiono do organizowania zarządu miejskiego i rady miejskiej (niem. Stadtverordenterversammlung). 5 marca i uzupełniająco 4 kwietnia 1866 roku mieszkańcy Katowic wybierali pierwszą Radę Miejską, zgodnie z obowiązującą w tym czasie ordynacją miejską dla sześciu prowincji marchii wschodniej z 30 maja 1853 roku. W wyborach obowiązywał nie tylko cenzus majątkowy, ale również przepis, że co najmniej połowę radnych mają stanowić przedstawiciele właścicieli nieruchomości.
Pierwsza Rada Miejska składała się z 18 członków, z czego połowę stanowili Żydzi, gdyż płacili ono najwyższe podatki w mieście, a pod względem zawodowym najwięcej radnych było kupcami. Pierwsze zebranie Rady odbyło się 14 maja 1866 roku. Zaprzysiężenie radnych odbyło się przez uścisk ręki (niem. Handschlag). Przewodniczącym rady został wybrany Richard Holtze, a w skład Rady miejskiej weszli: Baumgart (kupiec), Elsner (kupiec), Adolf Goldstein (lekarz), Israel Glaser (współwłaściciel młyna), Ignatz Grünfeld (mistrz budowlany, architekt), Julius Haase (mistrz budowlany), Salomon Hammer (kupiec), Richard Holtze (lekarz), Hermann Katz (kupiec), Louis Knopf (spedytor), Salomon Königsberger (kupiec), Carl Paul (pracownik pocztowy), Simon Schalscha (kupiec), Schnapka (mistrz ciesielski), Carl Schultz (mistrz ciesielski), Gustav Tirpitz (aptekarz), Louis Troll (ostatni sołtys wsi Katowice) i Karl Welt (właściciel hotelu).
Rada uchwalała budżet, wybierała zarząd miejski, a także nadzorowała główne dziedziny działalności magistratu. Wraz z rozwojem Katowic rozszerzył się zakres działalności Rady, a wraz z tym ich liczba radnych – z 18 w 1866 roku do 30 w 1878 roku i 36 w 1900 roku. Tworzono także nowe deputacje (komitety), których w 1866 roku było 6 (szkolna, budowlana, straży pożarnej, sanitarna, rewizyjna oraz do spraw ubogich), a w 1891 roku 23.
Pierwsze posiedzenia Rady Miejskiej odbywały się w mieszkaniu burmistrza lub w wynajętym na ten cel przez miasto pomieszczeniach w hotelach Welta oraz „De Prusse”. Na początku lat 70. XIX wieku ratusz mieścił się w budynku przy późniejszej ulicy 3 Maja, a następnie zakupiono do Tiele-Wincklerów grunt przy późniejszej ulicy Warszawskiej pod budowę siedziby Rady Miejskiej i Magistratu. Stały tam dwa budynki folwarczne, z czego jeden z nich przebudowano według projektu Carla Heintzego na ratusz. W latach 90. XIX wieku miasto zakupiło gmach hotelu „De Prusse” przy późniejszym Rynku, do którego w 1899 roku została przeniesiona siedziba ratusza. Poprzedni budynek został zburzony na początku XX wieku, a w jego miejscu stanął gmach późniejszego Teatru Śląskiego im. S. Wyspiańskiego.
Richard Holtze pełnił funkcję przewodniczącego Rady Miejskiej przez kilka kadencji, aż do swojej śmierci w 1891 roku, po czym funkcję tę powierzono adwokatowi Eliasowi Sachsowi.
Polacy swojego pierwszego kandydata do Rady Miejskiej wystawili w 1909 roku. Utworzyli oni wówczas wspólną listę z niemiecką katolicką partią Centrum, którzy liczyli, że ich kandydat na radnego zostanie wybrany głosami polskich mieszkańców miasta. W kolejnych wyborach komunalnych w 1913 roku powołano samodzielny Polski Komitet Wyborczy, którego przewodniczącym został Ignacy Maliszewski. Żaden z kandydatów nie otrzymał potrzebnej większości głosów by wejść do Rady Miejskiej.

### Lata międzywojenne

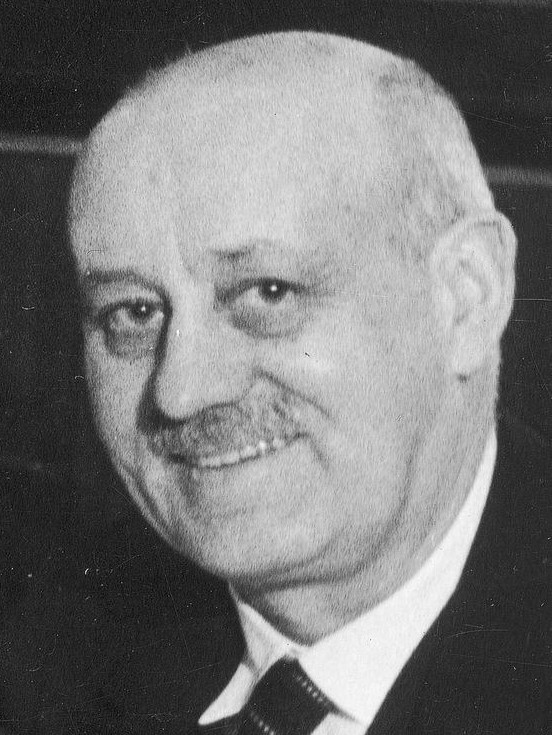
Jan Piechulek – wieloletni przewodniczący katowickiej Rady Miejskiej w okresie międzywojennym

Następne wybory do władz gminnych i komunalnych odbyły się na Górnym Śląsku 9 listopada 1919 roku. Polskie ugrupowania wystawiły jedną listę pod nazwą Polska Partia Narodowa, a w samych Katowicach na nią głosowało 17% wyborców. Nowa katowicka Rada Miejska składała się z ponad 80% Niemców, a po raz pierwszy weszło w jej ośmiu Polaków, w tym jedna kobieta – Aleksandra Szyperska. Polskimi radnymi zostali także: dyrektor Banku Ziemskiego Jan Piechulek, lekarz Andrzej Mielęcki, redaktor Jan Brzeskot, księgowy Wawrzyniec Widuch, kupiec Franz Maska (Franciszek Maśka), mistrz budowlany Leopold Dembiński oraz nauczyciel Florian Krawiec. Pierwsze posiedzenie Rady Miejskiej odbyło się 11 grudnia 1919 roku, a rozpoczął je najstarszy z radnych Hermann Griese. Przewodniczącym Rady Miejskiej został inżynier Fritz Weigmann.
Po przyłączeniu części Górnego Śląska do Polski w 1922 roku funkcjonowała Rada Miejska wyłoniona w wyborach komunalnych z 1919 roku. Zasiadało w niej wówczas 42 radnych – 34 Niemców i 8 Polaków. Jej przewodniczący Fritz Weigmann ustąpił ze stanowiska w maju 1922 roku, a zastąpił go Max Reichel. W okresie zmiany państwowości nasiliły się procesy migracyjne, które wpłynęły także na skład Rady Miejskiej. W okresie dwóch lat z mandatów zrzekło się 25 radnych, również frakcji polskiej. Po rezygnacji Maxa Reichela w marcu 1923 roku nowym przewodniczącym został ks. Otto Krayczyrski z Niemieckiej Partii Centrum. Pomiędzy tymi grupami dochodziło do częstych napięć politycznych, dlatego też wojewoda śląski Tadeusz Koncki 21 marca 1924 roku rozwiązał dotychczasowe rady miejskie w województwie śląskim, a w ich miejsce ustanowił rady komisaryczne, w tym Komisaryczną Radę Miejską Katowic, na czele której stanął Jan Piechulek z Chrześcijańskiej Demokracji, a jego zastępcą mianowano Stanisława Kobylińskiego. W Radzie Miejskiej znalazło się łącznie 5 Polaków i 2 Niemców.
5 maja 1926 roku weszła w życie ustawa śląska, zawierająca ordynację wyborczą dla gmin wiejskich i miejskich w województwie śląskim. Określiła ona skład Rady Miejskiej, która składała się z 60 radnych. Kontrolowała ona administrację miasta, którą sprawował Magistrat. Pierwsze wybory komunalne w polskiej części Górnego Śląska odbyły się 14 listopada 1926 roku. W Katowicach zwyciężyli wówczas kandydaci z listy niemieckiej, a wśród polskich ugrupowań najwięcej głosów zdobył blok Polskich Zjednoczonych Stronnictw Chrześcijańskich. Wybór Bernarda Jankowskiego, czołowego przedstawiciela Volksbundu i Deutsche Katolische Volkspartei na przewodniczącego Rady Miejskiej stał się powodem konfliktu pomiędzy polskimi a niemieckimi członkami. W tej sytuacji wojewoda śląski rozwiązał Radę i w październiku 1927 roku powołał Komisaryczną Radę Miejską, na czele której mianował prawnika Włodzimierza Dąbrowskiego. W nowej Radzie znalazło się jedynie trzech przedstawicieli mniejszości niemieckiej. 
15 grudnia 1929 roku odbyły się kolejne wybory komunalne w Katowicach. W 65-osobowy skład ze strony polskiej weszło 15 przedstawicieli korfantowskiej chadecji, 3 przedstawicieli NPR-u, 12 zwolenników sanacji skupionych w Narodowo-Chrześcijańskim Zjednoczeniu Pracy, 3 socjalistów i Józef Biniszkiewicz. Niemieccy mieszkańcy Katowic najwięcej głosów oddali na Deutsche Wahlgemeinschaft (22 miejsc w radzie), a następnie na Deutsche Sozialistische Arbeitspartei Polen (2 mandaty). Wprowadzenie nowej rady odbyło się 7 lutego 1930 roku. Przewodniczącym został chadek Jan Piechulek, który funkcję tę pełnił nieprzerwanie do 1939 roku. Do tego samego okresu funkcjonowała także i sama Rada Miejska. 
W latach 1929–1931 na potrzeby władz miejskich został wzniesiony nowy gmach przy ulicy Młyńskiej 4.

### II wojna światowa i PRL

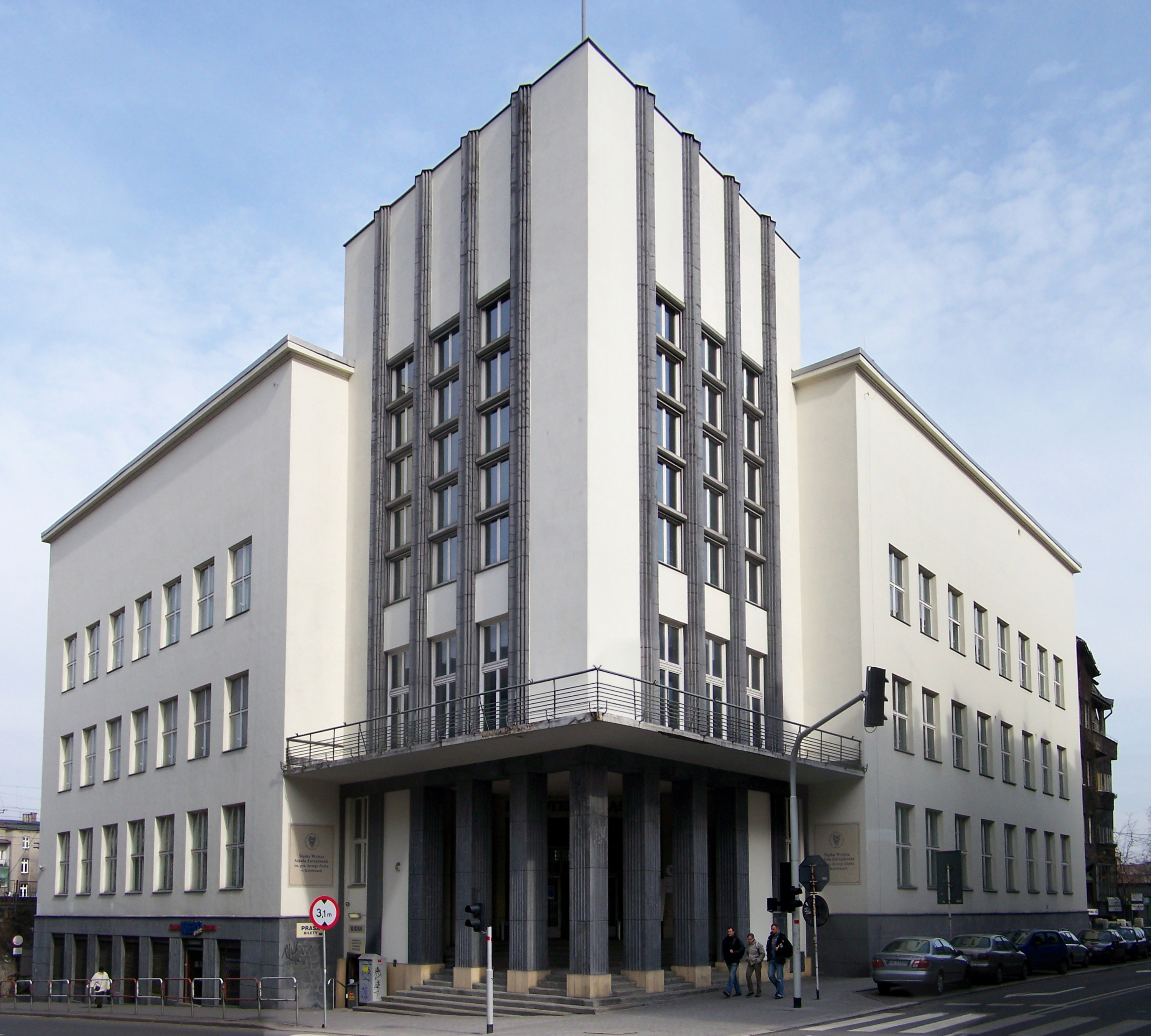
Bud. ówczesnego Wojewódzkiego Domu Kultury w Katowicach – miejsce inauguracyjnego posiedzenia stałej Miejskiej Rady Narodowej 14 czerwca 1945 roku

Po wybuchu II wojny światowej i zajęciu miasta przez wojska niemieckie Adolf Hitler 8 września 1939 roku podpisał dekret o włączeniu Górnego Śląska do III Rzeszy. W Katowicach powołano komisaryczną Radę Miejską, która w okresie niemieckiej okupacji była organem fasadowym działającym w cieniu burmistrza, a pozycja radnych zależała tylko od ich miejsca w strukturze partyjnej. W gestii radnych pozostawiono sprawy ogólnie pojmowanych kwestii społeczno-kulturalnych, w większości mających znaczenie wyłącznie propagandowe.
Po wyzwoleniu miasta spod niemieckiej okupacji, 9 lutego 1945 roku odbyło się posiedzenie konstytucyjne Tymczasowej Miejskiej Rady Narodowej, w skład której wchodziło 26 członków. Przewodniczącym Prezydium wybrano Herberta Kuchtę, a jego zastępcę został Adolf Szot. Inauguracyjne posiedzenie stałej Miejskiej Rady Narodowej odbyło się 14 czerwca 1945 roku w siedzibie ówczesnego Wojewódzkiego Domu Kultury w Katowicach przy ulicy Francuskiej 12. Przewodniczącym został Zygmunt Alfus z Polskiej Partii Socjalistycznej, a jego zastępcą Roman Ploch z Polskiej Partii Robotniczej. W 56-osobowej Radzie PPS i PPR otrzymały po 9 mandatów, zawiązki zawodowe – 12, SD – 8, a SL i miejskie organizacje społeczne oraz korporacje po jednym mandacie.
Administrację w czasach stalinowskich przebudowano na wzór sowiecki. 20 marca 1950 roku Sejm uchwalił ustawę znosząca m.in. stanowisko prezydenta, a także wprowadzała jednolity system oparty na wybranych przez mieszkańców radach miejskich, powiatowych i wojewódzkich podporządkowanych hierarchicznej Radzie Państwa. W pierwszej połowie lat 50. XX wieku przewodniczącym Prezydium Miejskiej Rady Narodowej w Katowicach został Antoni Wojda, a większość członków Rady Narodowej należało do Polskiej Zjednoczonej Partii Robotniczej.

### III Rzeczpospolita
W okresie transformacji ustrojowej w Polsce, 8 marca 1990 roku Sejm uchwalił ustawę o samorządzie terytorialnym, który był pierwszym aktem normatywnych wprowadzającym zasadnicze zmiany ustrojowe w Polsce. Dała ona mieszkańcom prawo do zarządzania sprawami lokalnymi za pośrednictwem organów – rady i zarządu. W trakcie pierwszych wyborów samorządowych 27 maja 1990 roku Komitet Obywatelski „Solidarność” uzyskał 49 mandatów w 55-osobowej katowickiej Radzie Miejskiej. Już wtedy część wyborców opowiedziała się za kandydatami bezpośrednio utożsamiającymi się z losami miasta, wyrazem czego było zdobycie trzech mandatów przez niezależnych kandydatów Społecznego Komitetu Rozwoju Katowic, w tym Piotra Uszoka z okręgu nr 7 – Kostuchna, Murcki, Zarzecze, Piotrowice i Podlesie. 7 czerwca 1990 roku przewodniczącym Rady Miejskiej w Katowicach został wybrany Zdzisław Jaskóła.
W kolejnych wyborach samorządowych 19 czerwca 1994 roku, w okresie rozpadu i polaryzacji sił solidarnościowych, największą liczbę mandatów uzyskali kandydaci utworzonego z inicjatywy Związku Górnośląskiego i Klubu Inteligencji Katolickiej w maju 1994 roku Katowickiego Porozumienia Samorządowego (19 miejsc), proponujących kontynuację dotychczasowych kierunków działań władz miasta oraz umacnianie i poszerzanie samorządności. Unia Wolności uzyskała 14 miejsc, Sojusz Lewicy Demokratycznej 13 miejsc, z pozostałych list do Rady Miejskiej weszło jeszcze 9 radnych.
W wyborach samorządowych 11 października 1998 roku Katowickie Porozumienie Samorządowe zgłosiło swoich kandydatów do listy Akcji Wyborczej Solidarność, która uzyskała 26 na 55 miejsc w Radzie Miejskiej, z czego 18 było kandydatami Katowickiego Porozumienia Samorządowego. Do Rady wybrano także 17 radnych z Sojuszu Lewicy Demokratycznej, 10 z Unii Wolności i 2 ze Stowarzyszenia Mieszkańców Katowic.
Zmiany ustawowe spowodowały, iż od 2002 roku do Rady Miejskiej wybierano już tylko 31 radnych, a prezydenta miasta wyłaniano w głosowaniu bezpośrednim. Nastąpiła także dalsza polaryzacja sił postsolidarnościowych. W wyborach samorządowych 27 października 2002 roku ponad połowę mandatów (16) uzyskał KWW Forum Samorządowe i Piotr Uszok, który był kontynuacją KPS i AWS. W Radzie znalazło się także 9 radnych koalicji SLD-UP, 4 radnych z Platformy Wyborczej Andrzeja Sośnierza (Platforma Obywatelska) oraz 2 radnych ze Stowarzyszenia Mieszkańców Katowic. 12 listopada 2006 roku w 31-osobowej Radzie MKWW Forum Samorządowe i Piotr Uszok zdobył 14 miejsc, Platforma Obywatelska 10 mandatów, Prawo i Sprawiedliwość 5 mandatów, a Lewica i Demokraci 2 mandaty.
12 czerwca 2025 roku w gmachu Sejmu Śląskiego w Katowicach miała miejsce uroczysta sesja Rady Miasta Katowice, która odbyła się z okazji 35. rocznicy pierwszych wyborów samorządowych w Polsce 27 maja 1990 roku. W sesji tej wzięli udział m.in. wojewoda śląski Marek Wójcik, przewodniczący zarządu Górnośląsko-Zagłębiowskiej Metropolii Kazimierz Karolczak i były prezydent Katowic Piotr Uszok.

## Kadencje (stany na początek kadencji)

### I kadencja (1990–1994)
| Radni I kadencji | | |                                                                                                |                                                                                                |
| Nr               | Radni wybrani z list poszczególnych komitetów wyborczych (w nawiasach liczba zdobytych głosów) | Radni wybrani z list poszczególnych komitetów wyborczych (w nawiasach liczba zdobytych głosów)                                                           | Radni wybrani z list poszczególnych komitetów wyborczych (w nawiasach liczba zdobytych głosów) | Radni wybrani z list poszczególnych komitetów wyborczych (w nawiasach liczba zdobytych głosów) |
| 1                | | Komitet Obywatelski „Solidarność” Anna Czerwik (1696) Marek Lubelski (1658) Michał Sablik (1580) Mariusz Hantke (1096) Jerzy Langer (929) Jan Ruta (888) |                                                                                                | Konfederacja Polski Niepodległej Adam Słomka (1114)                                            |
| 2                | Komitet Obywatelski „Solidarność” Marian Kudełka (2922) Andrzej Śliż (1872) Jan Chmielowski (1334) Henryk Adler (1222) Barbara Buchta (943) Ludwik Sosiński (909) Adam Lidwin (748)                                    | | Niezależne Obywatelskie Forum Wyborcze Michał Liszka (233)                                     |                                                                                                |
| 3                | Komitet Obywatelski „Solidarność” Wojciech Beblo (1774) Adam Kasprzyk (1392) Józef Kocurek (1340) Jerzy Śmiałek (1183) Henryk Dziewior (1160) Franciszek Florek (847)                                                  | |                                                                                                |                                                                                                |
| 4                | Komitet Obywatelski „Solidarność” Ryszard Borys (1850) Władysław Remisz (1638) Stanisław Lizer (1513) Ewa Kolonko (1350) Zdzisław Jaskóła (1347)                                                                       | |                                                                                                |                                                                                                |
| 5                | Komitet Obywatelski „Solidarność” Wojciech Boroński (3602) Józef Buszman (962) Kazimierz Szlachta (744) Helena Przybyła (702) Werner Sobek (601)                                                                       | | Społeczny Komitet Rozwoju Katowic Elżbieta Cebula (622)                                        |                                                                                                |
| 6                | Komitet Obywatelski „Solidarność” Barbara Solecka (3364) Wojciech Gosiewski (2242) Jacek Korczyński (1712) Emanuel Romańczyk (1185) Andrzej Widełka (1059) Marek Tomaszewski (821) Bronisław Żurawski (792)            | Społeczny Komitet Rozwoju Katowic Janusz Kostka (1402)                                                                                                   |                                                                                                |                                                                                                |
| 7                | Komitet Obywatelski „Solidarność” Bernard Cimander (2842) Krzysztof Anton (1990) Jacek Palica (1641) Kazimierz Świerczek (1471) Marek Chmieliński (1097)                                                               | Społeczny Komitet Rozwoju Katowic Piotr Uszok (1654) |                                                                                                |                                                                                                |
| 8                | Komitet Obywatelski „Solidarność” Jan Adamski (2049) Alojzy Pietrzyk (2003) Anna Kazimierczak (1521) Henryk Kuc (1412) Grażyna Szymborska (864) Piotr Rutkowski (821) Henryk Pierchała (803) Izabela Skolimowska (689) | | Niezależne Obywatelskie Forum Wyborcze Kazimierz Wzorek (269)                                  |                                                                                                |
|                  | | |                                                                                                |                                                                                                |

Prezydium
- Przewodniczący Rady Miejskiej w Katowicach – Zdzisław Jaskóła[39]
- Wiceprzewodniczący Rady Miejskiej w Katowicach – Wojciech Gosiewski[43]
- Wiceprzewodniczący Rady Miejskiej w Katowicach – Stanisław Lizer[43]
- Wiceprzewodniczący Rady Miejskiej w Katowicach – Michał Sablik[43]

### II kadencja (1994–1998)
| Radni II kadencji | | |                                                                                                |                                                                                                |                                                                                                |                                                                                                |                                                                                                |                                                                                                |                                                                                                |                                                                                                |
| Nr                | Radni wybrani z list poszczególnych komitetów wyborczych (w nawiasach liczba zdobytych głosów)     | Radni wybrani z list poszczególnych komitetów wyborczych (w nawiasach liczba zdobytych głosów)                       | Radni wybrani z list poszczególnych komitetów wyborczych (w nawiasach liczba zdobytych głosów) | Radni wybrani z list poszczególnych komitetów wyborczych (w nawiasach liczba zdobytych głosów) | Radni wybrani z list poszczególnych komitetów wyborczych (w nawiasach liczba zdobytych głosów) | Radni wybrani z list poszczególnych komitetów wyborczych (w nawiasach liczba zdobytych głosów) | Radni wybrani z list poszczególnych komitetów wyborczych (w nawiasach liczba zdobytych głosów) | Radni wybrani z list poszczególnych komitetów wyborczych (w nawiasach liczba zdobytych głosów) | Radni wybrani z list poszczególnych komitetów wyborczych (w nawiasach liczba zdobytych głosów) | Radni wybrani z list poszczególnych komitetów wyborczych (w nawiasach liczba zdobytych głosów) |
| 1                 | | Sojusz Lewicy Demokratycznej Tomasz Czakon (548) Grażyna Adamek (428)                                                |                                                                                                | Unia Wolności Michał Sablik (940) Jacek Feczko (197)                                           |                                                                                                | Katowickie Porozumienie Samorządowe Jerzy Dolinkiewicz (439)                                   |                                                                                                |                                                                                                |                                                                                                |                                                                                                |
| 2                 | Sojusz Lewicy Demokratycznej Krystyna Nesteruk (355)                                               | Unia Wolności Kazimierz Szlachta (297)                                                                               | Katowickie Porozumienie Samorządowe Jerzy Chmielewski (239)                                    |                                                                                                | Bezpartyjna Grupa Mieszkańców Janusz Kubok (171)                                               |                                                                                                | Lokalna Wspólnota Samorządowa Barbara Grzesiok (164)                                           |                                                                                                |                                                                                                |                                                                                                |
| 3                 | | Katowickie Porozumienie Samorządowe Wojciech Boroński (1545) Emanuel Romańczyk (401)                                 |                                                                                                | Sojusz Lewicy Demokratycznej Elżbieta Cebula (604) Elżbieta Leś (563)                          |                                                                                                | Unia Wolności Franciszek Kotulski (843)                                                        |                                                                                                |                                                                                                |                                                                                                |                                                                                                |
| 4                 | Katowickie Porozumienie Samorządowe Henryk Adler (831) Janusz Gacmanga (484)                       | Sojusz Lewicy Demokratycznej Andrzej Bilnik (550) Cecylia Kępka (448)                                                | Unia Wolności Marian Żmij (698) Ewa Pytasz (445)                                               |                                                                                                | Lokalna Wspólnota Samorządowa Jan Chmielowski (276)                                            |                                                                                                |                                                                                                |                                                                                                |                                                                                                |                                                                                                |
| 5                 | Katowickie Porozumienie Samorządowe Henryk Dziewior (966) Józef Kocurek (720) Henryk Sawicki (232) | Sojusz Lewicy Demokratycznej Teodor Jarosz (362)                                                                     | Unia Wolności Adam Kasprzyk (400)                                                              |                                                                                                |                                                                                                |                                                                                                |                                                                                                |                                                                                                |                                                                                                |                                                                                                |
| 6                 | Katowickie Porozumienie Samorządowe Jerzy Śmiałek (1167) Zdzisław Kruppa (154)                     | | Unia Wolności Ryszard Borys (451) Stanisław Marczyk (332)                                      |                                                                                                | Sojusz Lewicy Demokratycznej Kazimierz Zarzycki (772)                                          |                                                                                                |                                                                                                |                                                                                                |                                                                                                |                                                                                                |
| 7                 | | Unia Wolności Alojzy Pietrzyk (399) Grażyna Szymborska (362)                                                         |                                                                                                | Katowickie Porozumienie Samorządowe Jan Adamski (356) Marian Buchta (430)                      | Sojusz Lewicy Demokratycznej Andrzej Drybański (460) Kazimierz Wzorek (339)                    |                                                                                                | Przymierze dla Katowic Andrzej Kurpanik (317) Fred Misera (400)                                |                                                                                                | Towarzystwo Miłośników Giszowca Jerzy Forajter (240)                                           |                                                                                                |
| 8                 | | Katowickie Porozumienie Samorządowe Piotr Uszok (1879) Marek Chmieliński (728) Tadeusz Donocik (510) Jan Krupa (342) |                                                                                                | Lokalna Wspólnota Samorządowa Kazimierz Świerczek (1252) Albin Pilorz (406)                    |                                                                                                | Unia Wolności Adam Daniel (368)                                                                |                                                                                                |                                                                                                |                                                                                                |                                                                                                |
| 9                 | | Unia Wolności Jan Rzymełka (1396) Marek Tomaszewski (389)                                                            |                                                                                                | Katowickie Porozumienie Samorządowe Wojciech Gosiewski (784) Barbara Solecka (374)             |                                                                                                | Sojusz Lewicy Demokratycznej Janusz Kostka (580) Alfred Gabryś (387)                           |                                                                                                | Lokalna Wspólnota Samorządowa Henryk Słota (567)                                               |                                                                                                |                                                                                                |
|                   | | |                                                                                                |                                                                                                |                                                                                                |                                                                                                |                                                                                                |                                                                                                |                                                                                                |                                                                                                |

Prezydium
- Przewodniczący Rady Miejskiej Katowic – Franciszek Kotulski[45]
- Wiceprzewodniczący Rady Miejskiej Katowic – Henryk Adler[46]
- Wiceprzewodniczący Rady Miejskiej Katowic – Ryszard Borys[46]
- Wiceprzewodniczący Rady Miejskiej Katowic – Kazimierz Świerczek[46]

### III kadencja (1998–2002)
| Radni III kadencji | |                                                                                                  |                                                                                                |                                                                                                |                                                                                                |                                                                                                |                                                                                                |                                                                                                |
| Nr                 | Radni wybrani z list poszczególnych komitetów wyborczych (w nawiasach liczba zdobytych głosów)                                                         | Radni wybrani z list poszczególnych komitetów wyborczych (w nawiasach liczba zdobytych głosów)   | Radni wybrani z list poszczególnych komitetów wyborczych (w nawiasach liczba zdobytych głosów) | Radni wybrani z list poszczególnych komitetów wyborczych (w nawiasach liczba zdobytych głosów) | Radni wybrani z list poszczególnych komitetów wyborczych (w nawiasach liczba zdobytych głosów) | Radni wybrani z list poszczególnych komitetów wyborczych (w nawiasach liczba zdobytych głosów) | Radni wybrani z list poszczególnych komitetów wyborczych (w nawiasach liczba zdobytych głosów) | Radni wybrani z list poszczególnych komitetów wyborczych (w nawiasach liczba zdobytych głosów) |
| 1                  | | Akcja Wyborcza Solidarność Michał Sablik (967) Jerzy Dolinkiewicz (889) Barbara Grzesiok (581)   |                                                                                                | Sojusz Lewicy Demokratycznej Tomasz Czakon (1303) Cecylia Kępka (832) Grażyna Adamek (657)     |                                                                                                | Unia Wolności Anna Czerwik (573)                                                               |                                                                                                | Stowarzyszenie Mieszkańców Katowic Czesław Zub (449)                                           |
| 2                  | Akcja Wyborcza Solidarność Jerzy Chmielewski (470) Mieczysław Oko (443)                                                                                | Sojusz Lewicy Demokratycznej Krystyna Nesteruk (959) Zbigniew Trzewik (747)                      | Unia Wolności Henryk Szczerba (519) Mirosław Górski (475)                                      |                                                                                                |                                                                                                |                                                                                                |                                                                                                |                                                                                                |
| 3                  | Akcja Wyborcza Solidarność Jan Chmielowski (978) Janusz Gacmanga (962)                                                                                 | Sojusz Lewicy Demokratycznej Andrzej Bilnik (1761) Beata Drozdek-Twardowska (605)                | Unia Wolności Ewa Pytasz (800)                                                                 |                                                                                                |                                                                                                |                                                                                                |                                                                                                |                                                                                                |
| 4                  | Akcja Wyborcza Solidarność Wojciech Boroński (1568) Ryszard Wąsik (1236) Józef Buszman (825) Jerzy Śmiałek (603)                                       | Sojusz Lewicy Demokratycznej Elżbieta Leś (1981) Elżbieta Cebula (1334) Rafał Ney (465)          | Unia Wolności Michał Luty (1115) Barbara Pawlak (363)                                          |                                                                                                |                                                                                                |                                                                                                |                                                                                                |                                                                                                |
| 5                  | Akcja Wyborcza Solidarność Józef Kocurek (1373) Krzysztof Mikuła (1017)                                                                                | Sojusz Lewicy Demokratycznej Teodor Jarosz (899) Grażyna Korek (590)                             | Unia Wolności Krystyna Klaczkowska (538)                                                       |                                                                                                |                                                                                                |                                                                                                |                                                                                                |                                                                                                |
| 6                  | Akcja Wyborcza Solidarność Marek Kramza (659) Jerzy Forajter (653) Grażyna Szymborska (572) Jan Adamski (569)                                          | Sojusz Lewicy Demokratycznej Andrzej Drybański (837) Wojciech Chmura (596) Andrzej Tomczyk (574) | Unia Wolności Stanisław Ochodek (478)                                                          |                                                                                                | Stowarzyszenie Mieszkańców Katowic Stanisław Holecki (241)                                     |                                                                                                |                                                                                                |                                                                                                |
| 7                  | Akcja Wyborcza Solidarność Wojciech Gosiewski (1156) Stanisława Wermińska (801) Andrzej Szady (439)                                                    | Sojusz Lewicy Demokratycznej Grzegorz Pasieka (783)                                              | Unia Wolności Henryk Słota (540)                                                               |                                                                                                |                                                                                                |                                                                                                |                                                                                                |                                                                                                |
| 8                  | Akcja Wyborcza Solidarność Piotr Uszok (3075) Krystyna Siejna (1528) Marek Chmieliński (891) Jan Krupa (804) Stefan Gierlotka (592) Józef Knapik (448) | Sojusz Lewicy Demokratycznej Paweł Czapliński (806)                                              | Unia Wolności Tomasz Kalisz (550)                                                              |                                                                                                |                                                                                                |                                                                                                |                                                                                                |                                                                                                |
|                    | |                                                                                                  |                                                                                                |                                                                                                |                                                                                                |                                                                                                |                                                                                                |                                                                                                |

Prezydium
- Przewodniczący Rady Miejskiej Katowic – Wojciech Boroński[48]
- Wiceprzewodniczący Rady Miejskiej Katowic – Tomasz Czakon[49]
- Wiceprzewodniczący Rady Miejskiej Katowic – Marek Kramza[49]
- Wiceprzewodniczący Rady Miejskiej Katowic – Ryszard Wąsik[49]

### IV kadencja (2002–2006)
| Radni IV kadencji | | |                                                                                                |                                                                                                |                                                                                                |                                                                                                |                                                                                                |                                                                                                |
| Nr                | Radni wybrani z list poszczególnych komitetów wyborczych (w nawiasach liczba zdobytych głosów)     | Radni wybrani z list poszczególnych komitetów wyborczych (w nawiasach liczba zdobytych głosów)                                                | Radni wybrani z list poszczególnych komitetów wyborczych (w nawiasach liczba zdobytych głosów) | Radni wybrani z list poszczególnych komitetów wyborczych (w nawiasach liczba zdobytych głosów) | Radni wybrani z list poszczególnych komitetów wyborczych (w nawiasach liczba zdobytych głosów) | Radni wybrani z list poszczególnych komitetów wyborczych (w nawiasach liczba zdobytych głosów) | Radni wybrani z list poszczególnych komitetów wyborczych (w nawiasach liczba zdobytych głosów) | Radni wybrani z list poszczególnych komitetów wyborczych (w nawiasach liczba zdobytych głosów) |
| 1                 | | Forum Samorządowe i Piotr Uszok Piotr Uszok (4793) Krystyna Siejna (1577) Marek Chmieliński (1243) Jan Krupa (999) Stanisława Wermińska (709) |                                                                                                | Sojusz Lewicy Demokratycznej – Unia Pracy Paweł Czapliński (803)                               |                                                                                                | Platforma Wyborcza Andrzeja Sośnierza Andrzej Sośnierz (1666)                                  |                                                                                                |                                                                                                |
| 2                 | Forum Samorządowe i Piotr Uszok Jerzy Forajter (1191) Marek Kramza (642) Jan Adamski (441)         | Sojusz Lewicy Demokratycznej – Unia Pracy Krzysztof Marek (300)                                                                               |                                                                                                | Stowarzyszenie Mieszkańców Katowic Adam Depta (527)                                            |                                                                                                |                                                                                                |                                                                                                |                                                                                                |
| 3                 | Forum Samorządowe i Piotr Uszok Wojciech Boroński (885) Andrzej Zydorowicz (786)                   | Sojusz Lewicy Demokratycznej – Unia Pracy Elżbieta Leś (705) Elżbieta Cebula (663)                                                            |                                                                                                | Platforma Wyborcza Andrzeja Sośnierza Tomasz Szpyrka (547)                                     |                                                                                                |                                                                                                |                                                                                                |                                                                                                |
| 4                 | Forum Samorządowe i Piotr Uszok Jerzy Dolinkiewicz (1599) Józef Zawadzki (1100) Andrzej Raj (530)  | Sojusz Lewicy Demokratycznej – Unia Pracy Tomasz Czakon (1160) Krystyna Nesteruk (825) Grażyna Adamek (402)                                   |                                                                                                | Stowarzyszenie Mieszkańców Katowic Zbigniew Przebindowski (627)                                |                                                                                                | Platforma Wyborcza Andrzeja Sośnierza Marek Wójcik (967)                                       |                                                                                                |                                                                                                |
| 5                 | Forum Samorządowe i Piotr Uszok Józef Kocurek (1731) Krzysztof Mikuła (1617) Janusz Gacmanga (714) | Sojusz Lewicy Demokratycznej – Unia Pracy Jolanta Karlicka-Chmiel (815) Marek Szczerbowski (568)                                              |                                                                                                | Platforma Wyborcza Andrzeja Sośnierza Halina Kańtoch (937)                                     |                                                                                                |                                                                                                |                                                                                                |                                                                                                |
|                   | | |                                                                                                |                                                                                                |                                                                                                |                                                                                                |                                                                                                |                                                                                                |

Prezydium
- Przewodniczący Rady Miejskiej Katowic – Jerzy Forajter[51]
- Wiceprzewodniczący Rady Miejskiej Katowic – Marek Chmieliński[52]
- Wiceprzewodniczący Rady Miejskiej Katowic – Jan Krupa[52]
- Wiceprzewodniczący Rady Miejskiej Katowic – Tomasz Czakon[53]

### V kadencja (2006–2010)
| Radni V kadencji | | |                                                                                                |                                                                                                |                                                                                                |                                                                                                |                                                                                                |                                                                                                |
| Nr               | Radni wybrani z list poszczególnych komitetów wyborczych (w nawiasach liczba zdobytych głosów)         | Radni wybrani z list poszczególnych komitetów wyborczych (w nawiasach liczba zdobytych głosów)                            | Radni wybrani z list poszczególnych komitetów wyborczych (w nawiasach liczba zdobytych głosów) | Radni wybrani z list poszczególnych komitetów wyborczych (w nawiasach liczba zdobytych głosów) | Radni wybrani z list poszczególnych komitetów wyborczych (w nawiasach liczba zdobytych głosów) | Radni wybrani z list poszczególnych komitetów wyborczych (w nawiasach liczba zdobytych głosów) | Radni wybrani z list poszczególnych komitetów wyborczych (w nawiasach liczba zdobytych głosów) | Radni wybrani z list poszczególnych komitetów wyborczych (w nawiasach liczba zdobytych głosów) |
| 1                | | Forum Samorządowe i Piotr Uszok Piotr Uszok (4852) Krystyna Siejna (1753) Marek Chmieliński (1089) Stefan Gierlotka (976) |                                                                                                | Platforma Obywatelska RP Ewa Kołodziej (3472) Stanisław Włoch (572)                            |                                                                                                | Prawo i Sprawiedliwość Michał Jędrzejek (1276)                                                 |                                                                                                |                                                                                                |
| 2                | Forum Samorządowe i Piotr Uszok Jerzy Forajter (2030) Adam Depta (1245) Dariusz Łyczko (688)           | Platforma Obywatelska RP Adam Warzecha (564)                                                                              | Prawo i Sprawiedliwość Ryszard Willner-Paster (407)                                            |                                                                                                |                                                                                                |                                                                                                |                                                                                                |                                                                                                |
| 3                | Forum Samorządowe i Piotr Uszok Andrzej Zydorowicz (874) Helena Hrapkiewicz (863)                      | Platforma Obywatelska RP Tomasz Szpyrka (2412) Bożena Rojewska (708)                                                      | Prawo i Sprawiedliwość Piotr Pietrasz (1059)                                                   |                                                                                                |                                                                                                |                                                                                                |                                                                                                |                                                                                                |
| 4                | Forum Samorządowe i Piotr Uszok Józef Zawadzki (1284) Grażyna Szołtysik (951) Jerzy Dolinkiewicz (935) | Platforma Obywatelska RP Leszek Piechota (2663) Marzena Sontag (930) Piotr Hyla (580)                                     | Prawo i Sprawiedliwość Michał Luty (1717)                                                      |                                                                                                | Lewica i Demokraci Jerzy Paluchiewicz (970)                                                    |                                                                                                |                                                                                                |                                                                                                |
| 5                | Forum Samorządowe i Piotr Uszok Józef Kocurek (2124) Barbara Kożusznik (862)                           | Platforma Obywatelska RP Halina Kańtoch (2136) Marek Plura (1052)                                                         | Prawo i Sprawiedliwość Jakub Łukasiewicz (1627)                                                | Lewica i Demokraci Marek Szczerbowski (1400)                                                   |                                                                                                |                                                                                                |                                                                                                |                                                                                                |
|                  | | |                                                                                                |                                                                                                |                                                                                                |                                                                                                |                                                                                                |                                                                                                |

Prezydium
- Przewodniczący Rady Miasta Katowice – Jerzy Forajter[55]
- Wiceprzewodniczący Rady Miasta Katowice – Marek Chmieliński[56]
- Wiceprzewodniczący Rady Miasta Katowice – Piotr Pietrasz[56]
- Wiceprzewodniczący Rady Miasta Katowice – Tomasz Szpyrka[56]

### VI kadencja (2010–2014)
| Radni VI kadencji | |                                                                                                  |                                                                                                | |                                                                                                |                                                                                                |                                                                                                |                                                                                                |
| Nr                | Radni wybrani z list poszczególnych komitetów wyborczych (w nawiasach liczba zdobytych głosów)     | Radni wybrani z list poszczególnych komitetów wyborczych (w nawiasach liczba zdobytych głosów)   | Radni wybrani z list poszczególnych komitetów wyborczych (w nawiasach liczba zdobytych głosów) | Radni wybrani z list poszczególnych komitetów wyborczych (w nawiasach liczba zdobytych głosów)        | Radni wybrani z list poszczególnych komitetów wyborczych (w nawiasach liczba zdobytych głosów) | Radni wybrani z list poszczególnych komitetów wyborczych (w nawiasach liczba zdobytych głosów) | Radni wybrani z list poszczególnych komitetów wyborczych (w nawiasach liczba zdobytych głosów) | Radni wybrani z list poszczególnych komitetów wyborczych (w nawiasach liczba zdobytych głosów) |
| 1                 | | Platforma Obywatelska RP Ewa Kołodziej (3779) Tomasz Maśnica (1206) Stanisław Włoch (974)        |                                                                                                | Forum Samorządowe i Piotr Uszok Piotr Uszok (2620) Krystyna Siejna (1261) Stanisława Wermińska (1064) |                                                                                                | Prawo i Sprawiedliwość Mariusz Skiba (1528)                                                    |                                                                                                |                                                                                                |
| 2                 | | Forum Samorządowe i Piotr Uszok Jerzy Forajter (1441) Dariusz Łyczko (862) Elżbieta Zacher (563) |                                                                                                | Platforma Obywatelska RP Maria Sokół (942) Adam Warzecha (784)                                        |                                                                                                |                                                                                                |                                                                                                |                                                                                                |
| 3                 | | Platforma Obywatelska RP Bożena Rojewska (2540) Andrzej Zydorowicz (2297) Tomasz Szpyrka (980)   |                                                                                                | Forum Samorządowe i Piotr Uszok Helena Hrapkiewicz (703)                                              |                                                                                                | Prawo i Sprawiedliwość Piotr Pietrasz (1252)                                                   |                                                                                                |                                                                                                |
| 4                 | Platforma Obywatelska RP Arkadiusz Godlewski (3320) Magdalena Wieczorek (1860) Daria Kosmala (640) | Forum Samorządowe i Piotr Uszok Jerzy Dolinkiewicz (1103) Józef Zawadzki (1093)                  | Prawo i Sprawiedliwość Michał Luty (1446)                                                      | |                                                                                                |                                                                                                |                                                                                                |                                                                                                |
| 5                 | Platforma Obywatelska RP Witold Witkowicz (1752) Barbara Wnęk (1644)                               | Forum Samorządowe i Piotr Uszok Józef Kocurek (1062)                                             |                                                                                                | Sojusz Lewicy Demokratycznej Marek Szczerbowski (1867)                                                |                                                                                                | Prawo i Sprawiedliwość Krystyna Panek (1309)                                                   |                                                                                                |                                                                                                |
|                   | |                                                                                                  |                                                                                                | |                                                                                                |                                                                                                |                                                                                                |                                                                                                |

Prezydium
- Przewodniczący Rady Miasta Katowice – Arkadiusz Godlewski[58]
- Wiceprzewodniczący Rady Miasta Katowice – Jerzy Forajter[59]
- Wiceprzewodnicząca Rady Miasta Katowice – Ewa Kołodziej[59]
- Wiceprzewodniczący Rady Miasta Katowice – Adam Warzecha[59]

### VII kadencja (2014–2018)
| Radni VII kadencji |                                                                                                 | |                                                                                                |                                                                                                |                                                                                                |                                                                                                |                                                                                                |                                                                                                |
| Nr                 | Radni wybrani z list poszczególnych komitetów wyborczych (w nawiasach liczba zdobytych głosów)  | Radni wybrani z list poszczególnych komitetów wyborczych (w nawiasach liczba zdobytych głosów)        | Radni wybrani z list poszczególnych komitetów wyborczych (w nawiasach liczba zdobytych głosów) | Radni wybrani z list poszczególnych komitetów wyborczych (w nawiasach liczba zdobytych głosów) | Radni wybrani z list poszczególnych komitetów wyborczych (w nawiasach liczba zdobytych głosów) | Radni wybrani z list poszczególnych komitetów wyborczych (w nawiasach liczba zdobytych głosów) | Radni wybrani z list poszczególnych komitetów wyborczych (w nawiasach liczba zdobytych głosów) | Radni wybrani z list poszczególnych komitetów wyborczych (w nawiasach liczba zdobytych głosów) |
| 1                  |                                                                                                 | Forum Samorządowe i Piotr Uszok Marcin Krupa (1900) Krystyna Siejna (1342) Krzysztof Pieczyński (910) |                                                                                                | Platforma Obywatelska RP Tomasz Maśnica (1757) Małgorzata Smoleń (1658)                        |                                                                                                | Prawo i Sprawiedliwość Mariusz Skiba (1992)                                                    |                                                                                                | Ruch Autonomii Śląska Aleksander Uszok (1203)                                                  |
| 2                  | Forum Samorządowe i Piotr Uszok Jerzy Forajter (1164) Dariusz Łyczko (700) Tomasz Rokicki (650) | | Prawo i Sprawiedliwość Bartosz Wydra (748)                                                     |                                                                                                | Platforma Obywatelska RP Andrzej Zydorowicz (886)                                              |                                                                                                |                                                                                                |                                                                                                |
| 3                  |                                                                                                 | Platforma Obywatelska RP Arkadiusz Godlewski (2108) Bożena Rojewska (846)                             |                                                                                                | Forum Samorządowe i Piotr Uszok Piotr Uszok (1348) Adam Skowron (658)                          |                                                                                                | Prawo i Sprawiedliwość Piotr Pietrasz (1546)                                                   |                                                                                                |                                                                                                |
| 4                  |                                                                                                 | Forum Samorządowe i Piotr Uszok Borys Pronobis (1378) Józef Zawadzki (1021)                           |                                                                                                | Platforma Obywatelska RP Barbara Wnęk (1854) Magdalena Wieczorek (1223)                        | Prawo i Sprawiedliwość Michał Luty (1086) Jacek Piwowarczuk (815)                              |                                                                                                |                                                                                                |                                                                                                |
| 5                  | Forum Samorządowe i Piotr Uszok Maciej Biskupski (1640) Damian Stępień (503)                    | Platforma Obywatelska RP Witold Witkowicz (1418)                                                      | Prawo i Sprawiedliwość Krystyna Panek (1301)                                                   |                                                                                                | Ruch Autonomii Śląska Marek Nowara (686)                                                       |                                                                                                |                                                                                                |                                                                                                |
|                    |                                                                                                 | |                                                                                                |                                                                                                |                                                                                                |                                                                                                |                                                                                                |                                                                                                |

Prezydium
- Przewodnicząca Rady Miasta Katowice – Krystyna Siejna[61]
- Wiceprzewodniczący Rady Miasta Katowice – Jerzy Forajter[62]
- Wiceprzewodnicząca Rady Miasta Katowice – Krystyna Panek[62]
- Wiceprzewodnicząca Rady Miasta Katowice – Małgorzata Smoleń[62]

### VIII kadencja (2018–2024)
| Radni VIII kadencji |                                                                                                | |                                                                                                |                                                                                                |                                                                                                |                                                                                                |
| Nr                  | Radni wybrani z list poszczególnych komitetów wyborczych (w nawiasach liczba zdobytych głosów) | Radni wybrani z list poszczególnych komitetów wyborczych (w nawiasach liczba zdobytych głosów)             | Radni wybrani z list poszczególnych komitetów wyborczych (w nawiasach liczba zdobytych głosów) | Radni wybrani z list poszczególnych komitetów wyborczych (w nawiasach liczba zdobytych głosów) | Radni wybrani z list poszczególnych komitetów wyborczych (w nawiasach liczba zdobytych głosów) | Radni wybrani z list poszczególnych komitetów wyborczych (w nawiasach liczba zdobytych głosów) |
| 1                   |                                                                                                | Koalicja Obywatelska Tomasz Maśnica (7165) Beata Bala (1779) Adam Lejman-Gąska (1372) Andrzej Warmuz (568) |                                                                                                | Forum Samorządowe i Marcin Krupa Marcin Krupa (2318) Krzysztof Pieczyński (1977)               |                                                                                                | Prawo i Sprawiedliwość Mariusz Skiba (3034)                                                    |
| 2                   |                                                                                                | Forum Samorządowe i Marcin Krupa Dariusz Łyczko (1682) Barbara Mańdok (1222)                               |                                                                                                | Koalicja Obywatelska Dawid Durał (1821) Patrycja Grolik (1188)                                 | Prawo i Sprawiedliwość Beata Białowąs (1791)                                                   |                                                                                                |
| 3                   |                                                                                                | Koalicja Obywatelska Jarosław Makowski (3973) Łukasz Borkowski (1937)                                      |                                                                                                | Forum Samorządowe i Marcin Krupa Adam Skowron (2612) Tomasz Szpyrka (834)                      | Prawo i Sprawiedliwość Piotr Pietrasz (2331)                                                   |                                                                                                |
| 4                   |                                                                                                | Forum Samorządowe i Marcin Krupa Borys Pronobis (2512) Krzysztof Kraus (2297) Józef Zawadzki (1218)        |                                                                                                | Koalicja Obywatelska Magdalena Wieczorek (3807) Patryk Białas (1150)                           | Prawo i Sprawiedliwość Wiesław Mrowiec (2547)                                                  |                                                                                                |
| 5                   | Forum Samorządowe i Marcin Krupa Maciej Biskupski (2831) Damian Stępień (1312)                 | Koalicja Obywatelska Barbara Wnęk (3194) Adam Szymczyk (935)                                               | Prawo i Sprawiedliwość Krystyna Panek (2278)                                                   |                                                                                                |                                                                                                |                                                                                                |
|                     |                                                                                                | |                                                                                                |                                                                                                |                                                                                                |                                                                                                |

Prezydium
- Przewodniczący Rady Miasta Katowice – Maciej Biskupski[64]
- Wiceprzewodniczący Rady Miasta Katowice – Tomasz Maśnica[65]
- Wiceprzewodnicząca Rady Miasta Katowice – Krystyna Panek[65]
- Wiceprzewodnicząca Rady Miasta Katowice – Krystyna Siejna[65]

### IX kadencja (2024–2029)
Koalicja Obywatelska
     Forum Samorządowe i Marcin Krupa
     Prawo i Sprawiedliwość
| Radni IX kadencji |                                                                                                | |                                                                                                |                                                                                                |                                                                                                |                                                                                                |
| Nr                | Radni wybrani z list poszczególnych komitetów wyborczych (w nawiasach liczba zdobytych głosów) | Radni wybrani z list poszczególnych komitetów wyborczych (w nawiasach liczba zdobytych głosów)                                      | Radni wybrani z list poszczególnych komitetów wyborczych (w nawiasach liczba zdobytych głosów) | Radni wybrani z list poszczególnych komitetów wyborczych (w nawiasach liczba zdobytych głosów) | Radni wybrani z list poszczególnych komitetów wyborczych (w nawiasach liczba zdobytych głosów) | Radni wybrani z list poszczególnych komitetów wyborczych (w nawiasach liczba zdobytych głosów) |
| 1                 |                                                                                                | Koalicja Obywatelska Tomasz Maśnica (4381) Beata Bala (2972) Adam Lejman-Gąska (2578) Magdalena Skwarek (1095) Andrzej Warmuz (492) |                                                                                                | Forum Samorządowe i Marcin Krupa Marcin Krupa (1626) Krzysztof Pieczyński (1155)               |                                                                                                | Prawo i Sprawiedliwość Mariusz Skiba (3586)                                                    |
| 2                 |                                                                                                | Forum Samorządowe i Marcin Krupa Maria Ryś (1397) Barbara Mańdok (737)                                                              |                                                                                                | Koalicja Obywatelska Jarosław Makowski (1833) Urszula Machowska (813)                          | Prawo i Sprawiedliwość Piotr Trząski (2290)                                                    |                                                                                                |
| 3                 |                                                                                                | Koalicja Obywatelska Łukasz Borkowski (4024) Ewa Sadkowska (1874) Elżbieta Grodzka-Łopuszyńska (1057)                               |                                                                                                | Forum Samorządowe i Marcin Krupa Adam Skowron (1495)                                           | Prawo i Sprawiedliwość Piotr Pietrasz (2187)                                                   |                                                                                                |
| 4                 |                                                                                                | Forum Samorządowe i Marcin Krupa Krzysztof Kraus (2073) Borys Pronobis (1813)                                                       |                                                                                                | Koalicja Obywatelska Magdalena Wieczorek (3639) Patryk Białas (1544)                           | Prawo i Sprawiedliwość Leszek Piechota (2644)                                                  |                                                                                                |
| 5                 |                                                                                                | Koalicja Obywatelska Barbara Wnęk-Gabor (3370) Adam Szymczyk (886)                                                                  |                                                                                                | Forum Samorządowe i Marcin Krupa Maciej Biskupski (2042) Damian Stępień (943)                  | Prawo i Sprawiedliwość Krystyna Panek (2096)                                                   |                                                                                                |
|                   |                                                                                                | |                                                                                                |                                                                                                |                                                                                                |                                                                                                |

Prezydium

Kluby radnych Rady Miasta Katowice po wyborach w 2024 roku:
Koalicja Obywatelska
Forum Samorządowe i Marcin Krupa
Prawo i Sprawiedliwość

- Przewodniczący Rady Miasta Katowice – Łukasz Borkowski[67]
- Wiceprzewodniczący Rady Miasta Katowice – Maciej Biskupski[68]
- Wiceprzewodniczący Rady Miasta Katowice – Tomasz Maśnica[68]
- Wiceprzewodniczący Rady Miasta Katowice – Piotr Trząski[68]

## Okręgi wyborcze

Mapy okręgów wyborczych do Rady Miasta Katowice
V kadencja (2006–2010):      Okręg 1     Okręg 2     Okręg 3     Okręg 4     Okręg 5
VI kadencja (2010–2014):      Okręg 1     Okręg 2     Okręg 3     Okręg 4     Okręg 5
VII kadencja (2014–2018):      Okręg 1     Okręg 2     Okręg 3     Okręg 4     Okręg 5
VIII kadencja (2018–2024):      Okręg 1     Okręg 2     Okręg 3     Okręg 4     Okręg 5
IX kadencja (2024–2029):      Okręg 1     Okręg 2     Okręg 3     Okręg 4     Okręg 5